# 福山市立駅家中学校
福山市立駅家中学校（ふくやましりつえきやちゅうがっこう）は広島県福山市駅家町に位置する公立中学校。

## 沿革
- 1947年4月1日 駅家村、宜山村、近田村三ヵ村学校組合立「芦東中学校」として開校
- 1948年7月23日　「駅家中学校」と校名変更、開校式
- 1955年1月1日　町村合併により「駅家町立駅家中学校」と改称
- 1964年11月21日　屋内体育館建設地慎祭
- 1975年2月1日 福山市に編入　「福山市立駅家中学校」と改称
- 1987年3月31日　駅家南中学校新設分離　(分離前生徒数1417名）
- 1989年7月21日　北校舎(特別教室）大規模改修工事着工
- 1990年7月10日　体育館改修工事着工
- 1995年3月31日　西側部室　倉庫　プール機械室新築工事完成
- 2000年9月1日　駅家中学校ホームページ開設
- 2001年1月～7月　プール棟大規模改修工事　ポンプ室撤去
- 2002年4月～5月　校内LAN設備工事
- 2003年3月31日　校内LAN光ファイバーに改修
- 2006年3月31日　外倉庫新築工事完成

## 学区の地理

### 主要施設
- 福山市北部市民センター
- JR福塩線駅家駅
- JR福塩線近田駅

### 自然景観
- 服部大池
- 服部川

## アクセス
- JR駅家駅より徒歩10分。